# Lijst van spelers van het Barbadiaanse voetbalelftal
Deze lijst van spelers van het Barbadiaanse voetbalelftal geeft een overzicht van alle voetballers die minimaal twintig interlands achter hun naam hebben staan voor Barbados. Vetgedrukte spelers zijn in 2012 nog voor de nationale ploeg in actie geweest.

## Overzicht
- Bijgewerkt tot en met de wedstrijd tegen  Aruba op 27 september 2012. In 2013 speelde Barbados geen officiële interlands.

| Naam speler       | Debuut | Laatst | Interlands | Goals |
| ----------------- | ------ | ------ | ---------- | ----- |
| Norman Forde      | 1998   | 2011   | 64         | 14    |
| John Parris       | 2000   | 2011   | 62         | 3     |
| Greg Goodridge    | 1992   | 2008   | 46         | 7     |
| Jonathan Straker  | 1998   | 2011   | 43         | 2     |
| Romelle Burgess   | 2000   | 2012   | 34         | 0     |
| Barry Skeete      | 2008   | 2012   | 33         | 2     |
| Rashida Williams  | 2005   | 2012   | 31         | 8     |
| Bryan Neblett     | 2003   | 2010   | 28         | 1     |
| Riviere Williams  | 2003   | 2011   | 26         | 8     |
| Mario Harte       | 2008   | 2012   | 25         | 2     |
| Adrian Chase      | 2000   | 2010   | 23         | 0     |
| Romell Brathwaite | 2003   | 2008   | 23         | 0     |

BFA · A-internationals · Bondscoaches · Statistieken · Barbadiaans vrouwenelftal · Barbados U21 · Barbados U20 · Barbados U19 · Barbados U17
1930 – 1959 · 
1960 – 1969 · 
1970 – 1979 · 
1980 – 1989 · 
1990 – 1999 · 
2000 – 2009 · 
2010 – 2019 ·
2020 − 2029
1931 · 
1932 · 
1933 · 
1934–1943 · 
1944 · 
1945 · 
1946–1958 · 
1959 · 
1960–1970 · 
1971 · 
1972 · 1973 · 
1974 · 
1975 · 
1976 · 
1977 · 1978 · 
1979 · 
1980 · 1981 · 1982 · 
1983 · 
1984 · 
1985 · 
1986 · 
1987 · 
1988 · 
1989 · 
1990 · 
1991 · 
1992 · 
1993 · 
1994 · 
1995 · 
1996 · 
1997 · 
1998 · 
1999 · 
2000 · 
2001 · 
2002 · 
2003 · 
2004 · 
2005 · 
2006 · 
2007 · 
2008 · 
2009 · 
2010 · 
2011 · 
2012 · 
2013 · 
2014 ·
2015 ·
2016 ·
2017 ·
2018 ·
2019 ·
2020 ·
2021 ·
2022 ·
2023 ·
2024
Amerikaanse Maagdeneilanden ·
Anguilla ·
Antigua en Barbuda ·
Aruba ·
Bahama's ·
Belize ·
Bermuda ·
Britse Maagdeneilanden ·
Canada ·
Costa Rica ·
Cuba ·
Curaçao ·
Dominica ·
Dominicaanse Republiek ·
El Salvador ·
Finland ·
Grenada ·
Guatemala ·
Guyana ·
Haïti ·
Jamaica ·
Kaaimaneilanden ·
Montserrat ·
Nederlandse Antillen ·
Nicaragua ·
Noord-Ierland ·
Panama ·
Puerto Rico ·
Saint Kitts en Nevis ·
Saint Lucia ·
Saint Vincent en de Grenadines ·
Suriname ·
Trinidad en Tobago ·
Verenigde Staten ·
Zweden